# Cervantes y Lozada
Cervantes y Lozada är en ort i Mexiko.   Den ligger i kommunen Córdoba och delstaten Veracruz, i den sydöstra delen av landet, 240 km öster om huvudstaden Mexico City. Cervantes y Lozada ligger 1 217 meter över havet och antalet invånare är 158.
Terrängen runt Cervantes y Lozada är varierad, och sluttar söderut. Runt Cervantes y Lozada är det mycket tätbefolkat, med 2 345 invånare per kvadratkilometer. Närmaste större samhälle är Córdoba, 8,0 km söder om Cervantes y Lozada. I omgivningarna runt Cervantes y Lozada växer i huvudsak städsegrön lövskog.